# Dobroš
Dobrosh en albanais et Dobroš en serbe latin (en serbe cyrillique : Доброш) est une localité du Kosovo située dans la commune/municipalité de Gjakovë/Đakovica, district de Gjakovë/Đakovica (Kosovo) ou de Pejë/Peć (Serbie). Selon le recensement kosovar de 2011, elle compte 568 habitants, dont une majorité d'Albanais.

## Histoire
Dans le village, la tour-résidence de Rexhep Cana Pajazit, qui remonte au XIXe siècle, est proposée pour une inscription sur la liste des monuments culturels du Kosovo.

## Démographie

### Évolution historique de la population dans la localité
| 1948 | 1953 | 1961 | 1971 | 1981 | 1991 | 2011 |
| ---- | ---- | ---- | ---- | ---- | ---- | ---- |
| 314  | 342  | 389  | 506  | 682  | 801  | 568  |

|  |